# OmpA 유사 막관통 도메인
OmpA 유사 막관통 도메인(OmpA-like Transmembrane Domain)은 세균 외막 단백질의 진화적으로 보존된 단백질 도메인이다. 이 도메인은 8개 가닥의 베타 배럴로 구성된다. OmpA는 세포당 약 100,000개 사본에서 발견되는 장 내 세균의 주된 세포 표면 항원이다. OmpA의 발현은 다양한 메커니즘에 의해 엄격하게 조절된다. 비브리오 종에서 OmpA 발현이 조절되는 메커니즘 중 하나는 VrrA라고 하는 안티센스 비암호화 RNA에 의한 것이다.

## 구조
구조는 8가닥의 상하 베타 배럴로 구성된다. 가닥은 4개의 세포 외 루프와 3개의 세포 내 회전으로 연결된다.

## 기능
수많은 OmpA 유사 막 스패닝 도메인은 숙주 세포 또는 인자 H와 같은 면역 조절자에 대한 결합과 같은 다양한 메커니즘에 의해 세균 독성에 기여한다. 주목할만한 예로는 E. coli OmpA 및 페스트균 Ail이 있다. 이러한 단백질 중 몇 가지는 백신 후보로 속한다.
E. coli OmpA는 뇌 미세혈관 내피 세포에서 인간 당단백질 Ecgp와 특정 상호작용을 하는 것으로 나타났다. Cronobacter <i id="mwJg">sakazakii</i>는 신생아에서 뇌수막염을 일으키는 식품 매개 병원체이며 OmpA를 통해 피브로넥틴에 결합하는 것으로 나타났으며 이는 혈액뇌장벽의 침입에 중요한 역할을 한다. Y. pestis 단백질 Ail은 라미닌과 헤파린에 결합하여 세균이 숙주 세포에 부착되도록 한다. Borrelia afzelii 단백질 BAPKO_0422는 OmpA 유사 막관통 도메인이며 인간 인자 H에 결합한다.

## 참고
- OmpA 도메인